# Passion (álbum de Geri Halliwell)
Passion é o terceiro álbum de estúdio da cantora britânica Geri Halliwell, lançado em 6 de junho de 2005, pela gravadora Innocent Records. Inicialmente intitulado como Disco Sister, teve seu nome e lista de faixas modificados a pedido da gravadora.
Para promovê-lo dois singles foram lançados: "Ride It" e "Desire", ambos ganharam videoclipes que chegaram a ser censurados em algumas emissoras de TV. Também foi feito um documentário intitulado There's Something About Geri, que foi exibido pelo Channel 5, no Reino Unido.
As resenhas dos críticos especializados em música foram mistas ou desfavoráveis. Algumas continham críticas relacionadas aos vocais da cantora e outras pontuavam que o álbum estava ultrapassado em termos de sonoridade mas que apesar disso trazia algumas boas canções.
Comercialmente, tornou-se o pior desempenho da sua carreira nas paradas de sucesso. Estreou na posição de número 41 na UK Albums Chart com vendas de 5.432 cópias e permaneceu na tabela apenas durante essa mesma semana. Após um ano de lançado atingiu 10 mil cópias vendidas no Reino Unido.

## Antecedentes e desenvolvimento
Halliwell escreveu muitas canções entre 2001 e 2004 com vários produtores. As canções gravadas durante este período que não apareceram no álbum final incluem "Set Me Off", "Turn It On", "Putting on the Bling", "Disco Sister" e uma versão cover de "100% Pure Love".[carece de fontes?] Halliwell também queria gravar a faixa "Some Girls" (escrita por Richard X e Hannah Robinson) para o álbum, mas a faixa foi dada a Rachel Stevens.
Inicialmente Geri Halliwell pretendia lançar um álbum que reunisse a música dance, com a sonoridade dos anos oitenta de artistas como Madonna e com a atualidade Pop.[carece de fontes?]  O álbum, até então intitulado Disco Sister, lançou seu primeiro single, a faixa "Ride It" em 9 de setembro de 2004. O repertório ainda trazia as músicas "100% Pure Love" e "Set Me Off" como os singles a serem lançados.
No final de 2004, a EMI e Halliwell chegaram a um acordo mútuo e mudaram o foco do álbum e o título para Passion, substituindo algumas das canções dançantes por baladas, jazz e electropop, incluindo as canções recém-gravadas "Passion", "Desire", "Surrender Your Groove", "So I Give Up on Love" e o lado B "True Love Never Dies".[carece de fontes?]
Halliwell o descreveu como "uma jornada por uma gama de emoções extremas, desde a paixão e o amor até o medo e a esperança". Segundo ela, Passion pode ser visto como um mapa de seu desenvolvimento como vocalista e compositora". Para a cantora, tem sido uma questão de "descobrir quem eu sou, não tanto quanto o que sou. Acho que este álbum me pega em um verdadeiro ponto de transição como compositor".

## Lançamento e divulgação
Um documentário promovendo Passion, intitulado There's Something About Geri, estreou no Channel 5 em 15 de maio de 2005. Ele cobriu sua vida e carreira e a seguiu de Moscou a Milão e Grã-Bretanha enquanto ela se preparava para o relançamento de sua carreira de cantora.
O documentário atraiu uma audiência de 1,1 milhão de telespectadores, conquistando avaliações de domingo acima da média para a emissora. Apesar do sucesso de classificação, foi criticado pela mídia por mostrar uma "garotinha obcecada por si mesma e dolorosamente vaidosa que precisa de mimos constantes". Ela se arrependeu de ter feito o documentário, comentando: "Eu não deveria ter feito isso! Só de pensar nisso me dá calafrios!"
Uma turnê havia sido planejada como forma de promoção, mas foi cancelada.

## Singles
"Ride It" foi lançado como primeiro single em 22 de novembro de 2004, e recebeu resenhas mistas dos críticos musicais. Matt Potter do site Yahoo! Launch deu ao single duas de dez estrelas e disse que o mesmo era a "última tentativa [de Halliwell] de apresentar-se como uma sereia sexy, cheia de atitude e independência". Ele o considerou como um cruzamento entre as canções "Life Is A Roller Coaster" e "Sisters Are Doing It for Themselves", mas sem um refrão adequado.
Devido à posição de número três no meio da semana, o single estava previsto para atingir o pico entre os três primeiros, mas devido à competição com as Girls Aloud, Destiny's Child e Lemar, estreou e alcançou a quarta posição no UK Singles Chart. "Ride It" foi o 143º single mais vendido de 2004 no Reino Unido. Na chart que abrange toda a Europa alcançou a posição de número 19.  Também alcançou a posição de número dois na Rússia, e número três nas paradas da Bélgica, Espanha e Escócia, além do número um na Ucrânia.
O videoclipe que acompanhou a música foi dirigido por Luca Tommassini e foi filmado em Milão em setembro de 2004. Os executivos de emissoras de TV temiam que o vídeo fosse muito sexual para os telespectadores do Top of the Pops, que era assistido por crianças de seis a doze anos. A BBC então o censurou, dizendo: "No TOTP desse sábado irá ao ar o vídeo de Geri sem algumas tomadas inadequadas". O executivo de entretenimento Simon Cowell criticou o videoclipe no programa CD:UK, chamando-o de "lixo" e "um dos piores videoclipes que já vi na minha vida", ao mesmo tempo em que afirmou: "Se eu fosse a gravadora dela e esse vídeo chegasse na minha mesa, eu jogava no lixo". Em resposta às suas críticas, Halliwell escreveu a Cowell exigindo uma explicação para sua explosão, bem como um pedido de desculpas.
"Desire" foi lançado como segundo single em 30 de maio de 2005, e estreou em décimo lugar (no primeiro dia), terminando sua primeira semana oficialmente em vigésimo segundo. Na Austrália atingiu a posição de número 78, na Romênia apareceu em número 70, na Itália, Irlanda e Alemanha atingiu o pico nas posições de #24, #38 e #97, respectivamente. O desejo de Geri Halliwell era lançar como single "Love Never Loved Me", mas a cantora foi impedida pela gravadora que não confiou em seu palpite, após "Calling" (canção do seu álbum anterior que ela escolheu como single) ter fracassado nas paradas de sucesso. 
O videoclipe foi dirigido por Andy Morahan e editado por Claudia Wass e traz a participação do ator britânico Leon Ockenden interpretando um chefe seduzido em seu escritório por sua secretária (Halliwell).

## Recepção crítica
| Críticas profissionais | Críticas profissionais |
| Avaliações da crítica  | Avaliações da crítica  |
| Fonte                  | Avaliação              |
| ---------------------- | ---------------------- |
| AllMusic               | [ 24 ]                 |
| BBC Music              | Mista                  |
| entertainment.ie       | [ 26 ]                 |
| Hot Press              | Mista                  |
| The Guardian           | [ 28 ]                 |
| Yahoo! Music           | [ 29 ]                 |

As resenhas da dos críticos especializados em música foram, em maioria, mistas.
John Lucas do site AllMusic avaliou com três estrelas de cinco e elegeu a faixa "Love Never Loved Me" como a melhor de sua carreira desde sua saída das Spice Girls. Ele considerou que algumas das faixas foram equivocadas, como "Passion" e "So I Give Up on Love" nas quais, segundo ele, a cantora parecia querer emular Eartha Kitt e Marilyn Monroe, mesmo sem ter o aparato vocal para cantar nesses estilos. De maneira geral, o considerou melhor que seu antecessor e afirmou que o trabalho possuía "faixas agradáveis o suficiente para compensar o punhado de desastres".
Talia Kraines, da BBC Music, elegeu "Love Never Loved Me" e "Let Me Love You More" como a melhor música feita para dançar e a melhor balada, respectivamente. Ela considerou o álbum ultrapassado e afirmou que tivesse sido lançado cinco anos antes teria sido um sucesso.
O crítico que fez a resenha para o site Entertainment.ie escreveu que: "Passion não é nenhuma obra-prima, e pode não definir as paradas, mas como um disco pop leve e de verão, faz o trabalho muito bem".

## Desempenho comercial
Embora alguns tabloides tenham afirmado que as vendas da primeira semana estavam em torno de 1,742 cópias vendidas, Passion debutou na posição de número 49 na parada de sucessos britânica UK Albums Chart com 5,432 mil cópias vendidas permanecendo apenas uma semana na tabela. Após um ano do seu lançamento atingiu 10 mil cópias vendidas no Reino Unido, dessa forma, tornou-se o desempenho mais baixo de seu catálogo fonográfico no país.

## Lista de faixas
Créditos adaptados do encarte do CD Passion.
| N.º            | Título                    | Compositor(es)                             | Produtor(es)                  | Duração |  |
| 1.             | "Passion"                 | Geri Halliwell, Peter-John Vettese         | Vettese                       | 2:56    |  |
| 2.             | "Desire"                  | Halliwell, Korpi, Wollo, Terry Ronald      | Korpi & BlackCell             | 3:22    |  |
| 3.             | "Love Never Loved Me"     | Halliwell, Hannah Robinson, Ian Masterson  | Masterson                     | 4:04    |  |
| 4.             | "Feel the Fear"           | Halliwell, Andy Watkins, Paul Wilson       | Absolute                      | 4:15    |  |
| 5.             | "Superstar"               | Halliwell, Guy Chambers                    | Steve Power                   | 3:28    |  |
| 6.             | "Surrender Your Groove"   | Halliwell, Korpi, Wollo, Ronald            | Korpi & BlackCell             | 2:58    |  |
| 7.             | "Ride It"                 | Halliwell, Quiz, Larossi, Savan Kotecha    | Quiz & Larossi, Ian Masterson | 3:46    |  |
| 8.             | "There's Always Tomorrow" | Halliwell, Robinson, Masterson, Holweger   | Masterson                     | 3:48    |  |
| 9.             | "Let Me Love You More"    | Halliwell, Robinson, Masterson             | Masterson                     | 4:06    |  |
| 10.            | "Don't Get Any Better"    | Halliwell, Tracy Ackerman, Watkins, Wilson | Absolute                      | 3:23    |  |
| 11.            | "Loving Me Back to Life"  | Halliwell, Chambers                        | Power                         | 3:24    |  |
| 12.            | "So I Give Up on Love"    | Halliwell, Vettese                         | Vettese                       | 3:12    |  |
| Duração total: | Duração total:            | Duração total:                             | Duração total:                | 42:39   |  |

## Tabelas

### Tabelas semanais
| Tabela musical (2005)               | Melhor posição |
| ----------------------------------- | -------------- |
| Itália (FIMI)                       | 49             |
| Reino Unido (Official Albums Chart) | 41             |

## Referencias
1. ↑  O'Mance, Brad (28 de setembro de 2012). «Richard X has confirmed the existence of a song he and Hannah Robinson did with Nicola Roberts • Popjustice». Popjustice. Consultado em 27 de julho de 2017
2. 1 2  «Geri Halliwell – Ride It». Can't Stop The Pop. 21 de novembro de 2022. Consultado em 27 de novembro de 2022. Cópia arquivada em 21 de novembro de 2022
3. ↑  «Geri Halliwell – Desire». Can't Stop The Pop. 30 de maio de 2022. Consultado em 27 de novembro de 2022. Cópia arquivada em 30 de maio de 2022
4. 1 2  «Geri Halliwell: The Freckled Mistress of Spices». Arquivado do original em 29 de maio de 2006
5. ↑  «There's Something about Geri (2005)». British Film Institute. Consultado em 27 de julho de 2017. Arquivado do original em 10 de abril de 2015
6. ↑  Conlan, Tara (16 de maio de 2005). «TV ratings: May 13–15 | Media». The Guardian. Consultado em 27 de julho de 2017
7. 1 2  Duerden, Nick (27 de maio de 2005). «Geri Halliwell: Spice odyssey». The Independent. Consultado em 27 de julho de 2017. Cópia arquivada em 25 de maio de 2022
8. ↑  «Geri Halliwell Cancels Tour After Ticket Sales Flop». Female First. 11 de março de 2005. Consultado em 27 de julho de 2017
9. ↑  Vivian, Rhiannon (19 de junho de 2005). «GERI HALLIWELL: FROM DIVA TO DESPERADO; She used to fill stadiums all over the world, but her terrible single and album have reduced her to visiting supermarkets to flog her records... – Free Online Library». Sunday Mirror. Consultado em 27 de julho de 2017
10. 1 2  Potter, Matt (26 de novembro de 2004). «LAUNCH, Music on Yahoo! – Geri Halliwell – Ride It». Yahoo! Music Radio. Consultado em 27 de julho de 2017. Arquivado do original em 11 de dezembro de 2004
11. ↑  «UK Year-End Charts 2004» (PDF). UKChartsPlus. Consultado em 14 de agosto de 2010
12. ↑  «European Top 20 Charts – Week Commencing 6th December 2004» (PDF). Music & Media. 6 de dezembro de 2004. p. 25. Consultado em 14 de agosto de 2010. Arquivado do original (PDF) em 19 de dezembro de 2004
13. ↑  «Top Radio Hits». Tophit. 31 de janeiro de 2005. Consultado em 10 de setembro de 2017
14. ↑  «Geri Halliwell - Ride It». Top40-Charts.com. Consultado em 2 de abril de 2022
15. ↑  «"Ride It" by Geri Halliwell | Music Video | VH1.com». Arquivado do original em 4 de março de 2016
16. ↑  «TOO SPICY; EXCLUSIVE Top of the Pops tell Geri to tone down sexy video». Free Online Library
17. 1 2  Kilkelly, Daniel (30 de outubro de 2004). «Geri slated by Simon Cowell». Digital Spy. Consultado em 10 de setembro de 2020
18. ↑  «UK Charts > Geri Halliwell». Official Charts Company. Consultado em 11 de agosto de 2020
19. ↑  «ARIA Top 100 Singles – Week Commencing 4th July 2005» (PDF). Consultado em 16 de outubro de 2020
20. ↑  «Romanian Top 100 – 27/2005» (em romeno). Romanian Top 100. Consultado em 23 de janeiro de 2009 [ligação inativa]
21. ↑  «Desire by Geri Halliwell». aCharts. Consultado em 27 de novembro de 2022. Cópia arquivada em 7 de agosto de 2019
22. ↑  «Geri Halliwell – "Desire"». mvdbase.com. Consultado em 28 de dezembro de 2011
23. ↑  Crawford, Sue (30 de março de 2008). «Heartbeat Heart-throb Leon Ockenden Sets Pulses Racing». Daily Mirror. Consultado em 14 de dezembro de 2014
24. 1 2 3 4  Lucas, John. «Geri Halliwell - Passion». AllMusic. Consultado em 27 de novembro de 2022
25. 1 2 3  «Music – Review of Geri Halliwell – Passion». BBC. Consultado em 5 de março de 2012
26. 1 2  «Music Review | Geri Halliwell – Passion». entertainment.ie. 15 de junho de 2017. Consultado em 27 de julho de 2017
27. ↑  O'Hare, Colm (21 de junho de 2005). «Passion | Music Review | Album». Hot Press. Consultado em 27 de julho de 2017
28. ↑  Clarke, Betty (3 de junho de 2005). «CD: Geri Halliwell, Passion». The Guardian. Consultado em 27 de julho de 2017
29. ↑  Townsend, Tom (21 de junho de 2005). «Geri Passion Album Review, New album reviews and latest album releases on Yahoo! Music». Yahoo! Music. Consultado em 27 de julho de 2017. Arquivado do original em 19 de julho de 2008
30. ↑  Vivian, Rhiannon; Odetta, Natasha (19 de junho de 2005). «Geri Halliwell: From diva to desperado». Sunday Mirror. ProQuest 339653604. Consultado em 27 de novembro de 2022 – via ProQuest. "The single limped into the charts at No 18 and only shifted 2,000 copies in its first week - and her album only sold 1,742 copies in the first week".
31. ↑  «Geri Halliwell». Official Charts Company. Consultado em 5 de junho de 2016
32. ↑  «Coldplay album off to flying start». Music Week. Future plc. 18 de junho de 2005. ProQuest 232236726. Consultado em 27 de novembro de 2022 – via ProQuest. "One album that missed out on the bonanza, however, was Geri Halliwell's Passion, which sold just 5,432 copies to debut at number 41".
33. ↑  «Has Geri 'sacked' her baby's father?». Evening Standard. 8 de setembro de 2006. Consultado em 27 de novembro de 2022. Cópia arquivada em 27 de novembro de 2022
34. ↑  Passion (Encarte do CD). Geri Halliwell. Virgin Records. 2005. 0094631191527
35. ↑  «Geri Halliwell – Passion» (em inglês). Italiancharts.com. Hung Medien.  Consultado em 27 de novembro de 2022.
36. ↑  «Official Albums Chart Top 100» (em inglês). Official Charts Company.  Consultado em 27 de novembro de 2022.